# 百の世界の物語
『百の世界の物語』（ひゃくのせかいのものがたり）は、1991年8月9日にアスク講談社から発売されたファミリーコンピュータ専用RPGである。シナリオとゲームデザインを行ったのはテーブルトークRPGのクリエイター集団である冒険企画局。

## 概要
本作はRPGではあるが、ルールや世界観はテーブルトーク的な要素を含む（難易度はやや下がるが）ボードゲームである。分かり易く言えば、『ドラゴンクエスト』（1986年）と『桃太郎電鉄』（1988年）をかけあわせた様なルールのゲームである（ただし、物件の売買などはない）。
幻想的な現象がおりなす架空の世界で、プレーヤーが中世の騎士になって、剣と魔法で魔物や魔王と戦う。
双六のようなマスの上を、レベルに応じた歩数内で自由に往来できる。村や町のマスやダンジョンのマス、泉や森のマスなどがある。
王様からの命令で、プレーヤーらが誰が一番早く王様の願いを叶えられるかを競争する（ゲームの途中で、他の人々の頼みを聞くことが多い）。
基本的にどのシナリオでも同じで、ボスを倒した者が勝者となる。
最大4人まで参加可能である。1 - 3人で遊ぶ場合は残りの足りないプレーヤーをCPU（コンピューター）が受け持つことになる。また、4プレイヤー全てをCPUに担当させるプレイも可能である（この場合、自動的にゲームが進むので、観戦的な内容になる）。
テーブルトークRPGは参加者が会話と鉛筆などを使って進めるものだが、本作はゲームマスターの役をゲーム機が請け負ってくれるため、スムーズに遊べる。全てコンピュータ処理で処理してくれる為、紙と鉛筆も不要である。
発売当時は元から世に出回る数が少なかった。現在はファンと古いゲームの専門店との間で、中古商品でも、発売当時の定価を上回る値段で売買されている。

## ゲーム内容
シナリオ開始前に、何日間（ターン数）遊ぶかを決めることになっている。
1 - 99日までの間で、好きな日数（ターン数）を選択できる。
参加者は4人まで参加可能である。
与えられた最終目標を参加者の中で誰よりも早く達成できたプレーヤーを勝ちとする。
自分が誰よりも早く最終目標を達成する為ならどんな手段を使っても許される。
協力し合っても良いし、他プレーヤーを攻撃して倒しても良い。
仲間になった勇者を売っても誰からもお咎めが無い。
他プレイヤーが敵と戦闘中に自分が乱入して倒して、経験値とお金を山分けさせることもできる。
ターン制である。
参加者全員がそれぞれ一回ずつ行動したとき、1日(1ターン)と数える。
1日(1ターン)ごとにレベルに応じた歩数だけ双六の様なマスの上を往来できる。
双六の様な直線と直角の交差で出来ている道の上だけを進めるのであって、通常のRPGの様に縦横無尽に歩けるわけではない。
進んだ先では特定のイベントが発生する場合がある。
敵との戦闘では1日だけでは倒しきれず、倒すまでに数日もかかる。
倒しきるまでの間に他のプレーヤーが戦闘に割り込んで協力して敵を倒すことも可能。
他のプレーヤーと同じマスにとまった場合、そのプレーヤーと決闘が可能。
負けたほうは経験値が下がる。そのためレベルダウンもありうる。
最終的にプレーヤーの誰かがボスに止めを刺した時点でゲーム攻略完了となる。
もし、ゲーム開始前に指定した日数以内に最終目標を達成できなかった場合は、バッドエンドとなる。
しかしプレーヤーに罰を与えるような厳しいものではない。
温かく優しく終わるバッドエンドである。

## シナリオ
まず、お姉さんが眠れない子供に物語を聞かせる所から始まる。
プレーヤーの名前なども子供がお姉さんの質問に答える方法で決定する。
つまりゲーム内の出来事は全てお姉さんのお話の中の出来事であるといえる。
以下のどのシナリオで遊ぶか選択する。
- 我らドラゴンバスターズ
- 伝説の秘宝
- お姫様物語

大まかなシナリオはこの3種類のみである。
ゲームタイトルに「百の世界」と明記されている割には物足りない
と思われるかもしれないが、そんな印象を吹き飛ばしてくれる程、「イベント」が沢山用意されている。
本作でのイベントとは、「シナリオ進行時、様々な出来事がランダムで出現するシステム」のことを意味する。
例えば母の仇を討って欲しいと頼まれて所定の場所に赴き倒すイベントや、頼りになる助っ人がプレイヤーの仲間になってくれるイベントなどが在る。
その他にも50種類以上ものイベント用意されている。
これらのイベントがシナリオの進行中に町や道などでランダムで出現する。
イベントをクリアすれば、経験値や金銭が増減する。

## スタッフ
- ディレクター：高瀬俊一
- プログラム：MASAHIRO.A
- グラフィック・デザイン：讃岐平、高梨誠、XOFDER
- 音楽：浅川政夫
- 原画：わきあかつぐみ、鳥居雅博、HYUKIRIA WORLD、KOUSI KONDOH
- プロデュース：ふたみひろし

## 評価
- ゲーム誌『ファミコン通信』の「クロスレビュー」では、5・7・8・7の合計27点（満40点）となっており[1]、レビュアーの意見としては、「ボードゲームとRPGを合体させるというコンセプトが新しい」、「コンピュータの思考ルーチンが賢すぎるきらいがあった。（中略）人間と遊んでるような味わいがほしかった」などと評されている[1]。

- ゲーム誌『ファミリーコンピュータMagazine』の読者投票による「ゲーム通信簿」での評価は以下の通りとなっており、20.1点（満30点）となっている[2]。また、1998年に刊行されたゲーム誌『超絶 大技林 '98年春版』（徳間書店）では、「シナリオのランダム機能で毎回違うストーリーが楽しめる」と紹介されている[2]。

| 項目 | キャラクタ | 音楽 | お買得度 | 操作性 | 熱中度 | オリジナリティ | 総合 |
| 得点 | 3.5        | 3.2  | 3.2      | 3.2    | 3.4    | 3.6            | 20.1 |

- ゲームムック『ハード末期に発売された名作ゲーム集』では「用意されているクエストの総数は非常に膨大。地形も毎回変化するため、同一のシナリオでも途中経過は全く異なる。まさに百の世界を楽しめる作品だ」と評されている[3]。

## 続編・その他
- 本作の続編は発売されていない。
- 後に他社から発売された、スーパーファミコン用ソフト『決戦!ドカポン王国IV ～伝説の勇者たち～』（1993年、アスミック）、『ただいま勇者募集中 おかわり』（1994年、ヒューマン）などは、本作と類似したコンセプトを持つ作品である。